# Mateusz Łoś
Mateusz Łoś (ur. 18 maja 1989) – polski lekkoatleta, tyczkarz.
Brązowy medalista mistrzostw Polski 2012 (po dyskwalikacji za doping srebrnego medalisty – Piotra Liska).
Jego trenerem był Dariusz Łoś.

## Rekordy życiowe
- Skok o tyczce (stadion) – 5,02 (2012)
- Skok o tyczce (hala) – 5,10 (2013)